# Етична косметика
Етична косметика —  косметика, при створенні якої не проводилось тестування на тваринах. У ширшому розумінні під терміном маються на увазі засоби для поліпшення зовнішнього вигляду, а також побутова хімія, що тестувалися альтернативними способами.
ЄС, Норвегія, Ізраїль, Південна Корея, Індія та Австралія відмовились від тестування косметики на тваринах. Часткові заборони діють у Бразилії, Тайвані та Колумбії.
Будь-яка косметика, що виробляється у Китаї, підлягає тестуванню на тваринах відповідно законодавства, проте у 2014 прийнято закон щодо усунення цієї вимоги для обов'язкового тестування імпортної продукції.
Таку косметику часто називають "cruelty-free cosmetics".

## Сертифікати підтвердження етичності
Косметика, що має логотип одного з наступних сертифікатів на упаковці, не була випробувана на тваринах. Проте, існують також сертифікати (Cosmos Standard, Ecocert), що дозволяють тестування деяких складників, якщо це вимагається законами країни постачання.
Відсутність лого сертифікату на упаковці не обов’язково означає неетичність продукції, тож додатковим шляхом визначення етичності косметики є перевірка виробника на сайтах некомерційних організацій .

### Leaping Bunny
Програма The Leaping Bunny створена 1996 року некомерційною організацією Cruelty Free International та встановлює глобальний стандарт для компаній, що не випробовують свою продукцію на тваринах на будь-якому ринку. При проходженні сертифікації виробник може використовувати логотип для позначення косметики без жорстокості, відсутності тестування інгредієнтів чи готового продукту на тваринах, а також відсутності тестування на тваринах на зовнішніх ринках. За виявлення порушень організація відкликає сертифікат.

### Люди за етичне ставлення до тварин
PETA (People for the Ethical Treatment of Animals) — міжнародна організація боротьби за права тварин, що веде реєстр виробників етичної косметики, так званий «білий список» . Наявність сертифікату PETA означає відсутність тестування на тваринах виробником та постачальниками. За наявності маркування на упаковці Vegan, косметика не містить жодних продуктів тваринного походження. 

### Choose Cruelty Free
CCF надає сертифікат за умови відсутності тестування продукту та інгредієнтів постачальниками та виробниками, а також відсутності у складі продуктів тваринного походження, для отримання необхідне вбивство тварини. Особлива умова надання сертифікату CCF — сертифікат надається лише після п’ятирічного терміну виробництва без жорстокості.

### IHTN
Німецька спільнота боротьби за етичне поводження з тваринами надає сертифікат за умови відсутності тестування продукту та інгредієнтів постачальниками та виробниками. Допустимими є інгредієнти, що були випробувані на тваринах до 1979 року. Використання вбивчих ПТП заборонено. При виробництві продукту не має бути інгредієнтів тваринного походження та продуктів, отримання яких викликає у тварини дискомфорт та біль.

## Тестування косметики в Україні
Тестування на тваринах передбачено чинним законодавством України. Наразі це питання усвідомленого вибору виробників. Найчастіше це експортери до ЄС  та інших ринків, де діє заборона тестування на тваринах.
У липні 2019 МОЗ України оприлюднило Проєкт постанови Кабінету Міністрів України «Про затвердження Технічного регламенту на косметичну продукцію», яким планується привести косметичну продукцію в Україні у відповідність до стандартів ЄС. .
Асоціація «Парфумерія та косметика України» підтримує використання альтернативних методів тестування, вважаючи їх дешевшими та безпечнішими. Додатково в Асоціації зазначають, що в країні існує низка лабораторій, які здійснюють прогнозування безпечності косметичних продуктів без використання лабораторних тварин. .

## Українські виробники етичної косметики
- Ельфа Лабораторія — декілька брендів етичних[16] засобів догляду та побутової хімії[17].
- Младна — етичний косметичний бренд, що не використовує шкідливих хімікатів та бере участь у програмі з перероблення пластикової тари «Україна без сміття»[18].
- Планта — веганська косметика та побутова хімія [19]
- Dushka — натуральні засоби для догляду[20]
- Rosabella — фізіологічна косметика ручної роботи[21]
- Lantale [Архівовано 25 лютого 2022 у Wayback Machine.] — українські виробники етичної органічної косметики в одному місці